# Momentul victoriei: Ascensiunea dinastiei Lakers
Momentul victoriei: Ascensiunea dinastiei Lakers (în engleză: Winning Time: The Rise of the Lakers Dynasty) este un serial de televiziune pe teme sportive produs de HBO, bazat pe cartea Showtime: Magic, Kareem, Riley, and the Los Angeles Lakers Dynasty of the 1980s scrisă de Jeff Pearlman. Primul sezon, care cuprinde 10 episoade, relatează epoca din anii 1980 a echipei de baschet Los Angeles Lakers (începând la sfârșitul anului 1979), cu vedete notabile din NBA precum Magic Johnson și Kareem Abdul-Jabbar. Serialul a avut premiera pe 6 martie 2022, cu episodul pilot regizat de Adam McKay. În aprilie 2022, seria a fost reînnoită pentru un al doilea sezon. După difuzarea ultimului episod din sezonul 2, HBO a anunțat că serialul a fost anulat.

## Sinopsis
Acțiunea începe odată cu achiziționarea echipei Los Angeles Lakers de către omul de afaceri Jerry Buss și continuă cu eforturile lui Buss de a construi o echipă campioană în NBA, dar și o franciză care să producă bani într-o perioadă în care baschetul în Statele Unite era în declin. Primul sezon își desfășoară acțiunea în perioada 1979-1980. Sezonul secund are șapte episoade și descrie perioada dintre anii 1980 și 1984.

## Distribuție și personaje
- John C. Reilly în rolul Jerry Buss[4]
- Quincy Isaiah în rolul Magic Johnson[5]
- Jason Clarke în rolul Jerry West[6]
- Adrien Brody în rolul Pat Riley[7]
- Gaby Hoffmann în rolul Claire Rothman[8]
- Tracy Letts în rolul Jack McKinney[9]
- Jason Segel în rolul Paul Westhead[10]
- Julianne Nicholson în rolul Cranny McKinney[9]
- Hadley Robinson în rolul Jeanie Buss[8]
- DeVaughn Nixon în rolul Norm Nixon[11]
- Solomon Hughes în rolul Kareem Abdul-Jabbar[5]
- Tamera Tomakili în rolul Earletha "Cookie" Kelly[12]
- Brett Cullen în rolul Bill Sharman[13]
- Stephen Adly Guirgis în rolul Frank Mariani[12]
- Spencer Garrett în rolul Chick Hearn[14]
- Sarah Ramos în rolul Cheryl Pistono[15]
- Molly Gordon în rolul Linda Zafrani[14]
- Joey Brooks în rolul Lon Rosen[12]
- Delante Desouza în rolul Michael Cooper[14]
- Jimel Atkins în rolul Jamaal Wilkes[9]
- Austin Aaron în rolul Mark Landsberger[16]
- Jon Young în rolul Brad Holland
- Rob Morgan în rolul Earvin Johnson Sr.[14]
- Sally Field în rolul Jessie Buss[17]
- Michael Chiklis în rolul Red Auerbach[18]
- LisaGay Hamilton în rolul Christine Johnson[9]
- Michael O'Keefe în rolul Jack Kent Cooke[19]
- Kate Arrington în rolul JoAnn Mueller
- Sean Patrick Small în rolul Larry Bird[20][21][22]
- David Purdham în rolul Larry O'Brien
- Andre Ozim în rolul Bob McAdoo
- Kirk Bovill în rolul Donald Sterling[14]
- Andy Hirsch în rolul David Stern[9]
- Rory Cochrane în rolul Jerry Tarkanian[16]
- Mike Epps în rolul Richard Pryor[23]
- Max E. Williams în rolul Jack Nicholson[23]
- Carina Conti în rolul Paula Abdul[23]
- Mariama Diallo în rolul Iman[23]
- Orlando Jones în rolul Elgin Baylor
- James Lesure în rolul Julius Erving

## Episoade

### Sezonul 1
| Nr. | Titlu                           | Regizat de                 | Scris de                                                            | Data difuzării  | U.S. telespectatori (milioane) |
| --- | ------------------------------- | -------------------------- | ------------------------------------------------------------------- | --------------- | ------------------------------ |
| 1   | „The Swan”                      | Adam McKay                 | Poveste de: Max Borenstein și Jim Hecht Scenariu de: Max Borenstein | 6 martie 2022   | 0.256                          |
| 2   | „Is That All There Is?”         | Jonah Hill                 | Rodney Barnes și Max Borenstein                                     | 13 martie 2022  | 0.337                          |
| 3   | „The Good Life”                 | Damian Marcano             | Max Borenstein, Rodney Barnes și Jim Hecht                          | 20 martie 2022  | 0.250                          |
| 4   | „Who the F**k Is Jack McKinney” | Damian Marcano             | Max Borenstein, Rodney Barnes și Jim Hecht                          | 27 martie 2022  | 0.314                          |
| 5   | „Pieces of a Man”               | Tanya Hamilton             | Rodney Barnes și Max Borenstein                                     | 3 aprilie 2022  | 0.330                          |
| 6   | „Memento Mori”                  | Tanya Hamilton             | Max Borenstein, Rodney Barnes și Rebecca Bertuch                    | 10 aprilie 2022 | 0.372                          |
| 7   | „Invisible Man”                 | Payman Benz                | Rodney Barnes și Max Borenstein                                     | 17 aprilie 2022 | 0.460                          |
| 8   | „California Dreaming”           | Payman Benz                | Rodney Barnes și Max Borenstein                                     | 24 aprilie 2022 | 0.410                          |
| 9   | „Acceptable Loss”               | Salli Richardson-Whitfield | Rodney Barnes și Max Borenstein                                     | 1 mai 2022      | 0.503                          |
| 10  | „Promised Land”                 | Salli Richardson-Whitfield | Rodney Barnes și Max Borenstein                                     | 8 mai 2022      | 0.535                          |

### Sezonul 2
| Nr. în serial | Nr. în sezon | Titlu                              | Regizat de                 | Scris de                                         | Data difuzării     | U.S. telespectatori (milioane) |
| ------------- | ------------ | ---------------------------------- | -------------------------- | ------------------------------------------------ | ------------------ | ------------------------------ |
| 11            | 1            | „One Ring Don't Make a Dynasty”    | Salli Richardson-Whitfield | Max Borenstein și Rodney Barnes                  | 6 august 2023      | 0.175                          |
| 12            | 2            | „The Magic Is Back”                | Trey Edward Shults         | Max Borenstein și Rodney Barnes                  | 13 august 2023     | 0.198                          |
| 13            | 3            | „The Second Coming”                | Todd Banhazl               | Max Borenstein, Rodney Barnes și Rebecca Bertuch | 20 august 2023     | 0.225                          |
| 14            | 4            | „The New World”                    | Tanya Hamilton             | Max Borenstein, Rodney Barnes și Jim Hecht       | 27 august 2023     | 0.281                          |
| 15            | 5            | „The Hamburger Hamlet”             | Tanya Hamilton             | Max Borenstein, Rodney Barnes și Jim Hecht       | 3 septembrie 2023  | 0.204                          |
| 16            | 6            | „'beat L.A.'”                      | Salli Richardson-Whitfield | Max Borenstein, Rodney Barnes și Jim Hecht       | 10 septembrie 2023 | 0.274                          |
| 17            | 7            | „What Is and What Should Never Be” | Salli Richardson-Whitfield | Max Borenstein, Rodney Barnes și Jim Hecht       | 17 septembrie 2023 |                                |

## Reacții la apariția serialului
Pe site-ul Rotten Tomatoes, seria deține un rating de aprobare de 84% bazat pe 56 de recenzii ale criticilor, cu un rating mediu de 7,6/10. Consensul criticilor site-ului spune: „Spectaculos atât ca formă, cât și ca fond, Winning Time îmbină o listă de personaje cu un stil flamboaiant, reușind un slam dunk absolut”. Pe site-ul Metacritic, seria are un scor de 68 din 100, pe baza a 29 de recenzii ale criticilor, indicând „recenzii favorabile în general”.
Serialul a primit critici de la Magic Johnson și Kareem Abdul-Jabbar pentru inexactități istorice. Johnson a spus că nu va viziona serialul pentru că nu a descris niciodată cu acuratețe epoca Showtime, în timp ce Abdul-Jabbar s-a referit la serial ca fiind necinstit în mod deliberat. Pe 19 aprilie 2022, Jerry West a cerut HBO retragerea serialului în termen de două săptămâni pentru reprezentarea „crudă” și „deliberat falsă” a lui ca un director temperamental, prost, predispus la izbucniri de furie și schimbări de dispoziție. O săptămână mai târziu, HBO i-a răspuns lui West cu următoarea declarație: „HBO are o lungă istorie de a produce conținut convingător extras din fapte și evenimente reale care sunt ficționalizate parțial în scopuri dramatice. Winning Time nu este un documentar și nu a fost prezentat ca atare. Cu toate acestea, serialul și reprezentările sale se bazează pe cercetări concrete extinse și pe surse de încredere, iar HBO stă cu hotărâre alături de creatori și de actorii noștri talentați care au adus pe ecran o dramatizare a acestui capitol epic din istoria baschetului.” West, la rândul său, a spus că intenționează să depună o acțiune legală împotriva HBO pentru defăimare, chiar dacă trebuie să „ducă acest lucru până la Curtea Supremă ”. Spencer Haywood, pe de altă parte, a numit portretizarea sa în serial ca fiind o binecuvântare.